# ایزاک دیویس
آیزاک دیویس (Isaac Davis) (حدود ۱۷۵۸ – ۱۸۱۰ میلادی)، از مشاوران بریتانیایی کامهامهای اول بود. او دیویس را به خدمت گرفت تا برای تصرف سایر قلمروهای هاوایی به او کمک کند که در نهایت منتج به شکل‌گیری پادشاهی جزایر هاوایی شد. دیویس که تنها بازمانده از قتل‌عام خدمه کشتی فیر امریکن (Fair American) بود، در سال ۱۷۹۰ وارد هاوایی شد. او و فردی به نام جان یانگ از دوستان و مشاوران کامهامهای بودند. دیویس دانش نظامی غرب را به هاوایی وارد کرد و نقش به‌سزایی در اولین مواجه‌های هاوایی با نفوذ اروپاییان داشت. او باقی عمر خود را در هاوایی گذارند و به آیکاکه (ʻAikake) معروف شد.

## زندگی
آیزاک دیویس در حدود سال ۱۷۵۸ در میلفورد هیون در ولز متولد شد. او جاشویی بود که در شونر آمریکایی فیر امریکن کار می‌کرد. این کشتی چند دکله توسط توماس هامفری متکالف هدایت می‌شد و یک کشتی بزرگتر به نام النورا را همراهی می‌کرد. کار آنها تجارت خز توسط دریا، دریای از شمال غربی اقیانوس آرام تا چین بود.
در سال ۱۷۹۰ که کشتی النورا توسط ناخدا سالمون متکالف هدایت می‌شد، یکی از قایق‌های کوچک توسط فرمانده‌ای به نام کائوپوایکی در هونوآئولای مائوئی دزدیده شد. با این حال متکالف از مردم بومی دعوت کرد تا با او به کار تجارت بپردازند، اما هدف اصلی او استفاده از آنها برای آتش کردن توپ‌ها در قایق‌های پارویی کوچک به سمت تاجران غیرمسلح بود. در پی این حملات بیش از ۱۰۰ بومی هاوایی در آلووالو کشته شدند.
متکالف یک بار هم با کامه‌ایاموکو، یکی از فرماندهان ارشد جزیره هاوایی و یکی از دوقولوهای مقدس پیو بدرفتاری کرده بود و آنها را شلاق زدند. کامه‌ایاموکو که تحقیر شده بود، قسم خورد که دفعه بعد انتقامش را بگیرد؛ او به کشتی فیر امریکن در کائوپولهو، که در آن زمان تحت فرماندهی توماس، پسر ۱۸ ساله متکالف بود، حمله کرد. در این حمله توماس و تمام خدمه فیر امریکن کشته شدند؛ به غیر از آیزاک دیویس که با طناب به قایق بسته شده بود و نزدیک بود بمیرد. گفته می‌شود به خاطر نبرد شجاعانه دیویس، به او امان دادند و او را زنده گذاشتند. در روایتی دیگر در یک روزنامه هاوایی زبان در اوایل قرن بیستم نقل شده‌است، گفته می‌شود، کامهامها خدمه فیر امریکن را نکشته‌است.
سایمون متکالف در مارس سال ۱۷۹۰ سرملوان خود، جان یانگ را در خشکی به حال خود رها کرد و با قایق از جزایر هاوایی دور شد؛ در آن زمان هنوز نمی‌دانست که پسرش کشته شده‌است. فیر امریکن به تصرف کامهامها درآمد. زباله‌گردی آمریکایی به نام آیزاک ریدلر دیویس را تیمار کرد و او توانست سلامتی خود را بازیابد. دیویس مثل دوستش یانگ، به کامهامها در ارتباطشان با خارجی‌ها و جنگ‌هایی که در آن پیروز شدند، کمک کردند.
دیویس در آنجا با نام آیکه‌که شناخته می‌شد که برگردان اسم او به زبان هاوایی بود؛ از /ˈaɪzək/ به /ˈaɪzɑkɛ/ و به /ˈaɪkəkɛ/ تغییر کرده بود. دیویس به مقام فرماهندهی ارشد رسید و با یکی از اقوام کامهامهای اول ازدواج کرد. بعد از آن او به فرماندهی جزیره اوآهو منصوب شد و صاحب ملک و دارایی‌هایی در بخش‌های مائویی، مولوکایی و جزیره هاوایی شد.

## خانواده
دیویس در ابتدا با یک فرمانده زن به نام ناکایی نالیما آلو آلو، ازدواج کرد و در سال ۱۷۹۷ دختری به نام سارا (یا سالی، یا کیل) کانی‌آئولونو دیویس به دنیا آورد. دیویس اسمش را از روی اسم خواهرش سارا در ولز انتخاب کرده بود. کیل دیویس در هونوکوآلای مائویی زندگی کرد، شش فرزند به دنیا آورد و در سال ۱۸۶۷ درگذشت.
بعد از مرگ ناکایی به علت ابتلا به طاعون اوکوئو، دیویس با یکی از اقوام دیگر کامهامها در هونولولو، به نام کالوکونا ازدواج کرد و بعدها خانواده آنها تبدیل به یکی از خانواده‌های سرشناس جزیره شدند. آنها دو فرزند داشتند؛ جرج هیو دویس، پسر دیویس در ۱۰ ژانویه ۱۸۰۰ به دنیا آمد و دخترش الیزابت بتی پیک دیویس هم در ۱۲ فوریه ۱۸۰۳ متولد شد. پسرش با کاهاناپیلو پاپا کالاپونا ازدواج کرد و فرزندان و نوه‌های زیادی را تربیت کردند؛ در میان آنها آیزاک یانگ دیویس که دومین همسر شاهزاده روث کیاله کولانی بود و نوه دیویس به نام لوسی کائوپاولو پیبادی که ندیمه دربار ملکه اما ی هاوایی و ملازم چندین و چندساله او بود. دختر دیویس به نام بتی با جرج پرینس کائوموالی (هومه هومه) ازدواج کرد که پسر کائوموالی، پادشاه کائوآئی بود.
پس از مرگ دیویس، دوستش جان یانگ از فرزندانش مراقبت می‌کرد. در سال ۱۸۷۰ دو نفر از آنها با او زندگی می‌کردند و پس از کشته شدن دیویس در ۱۸۱۰ هم یانگ سرپرستی آنها را بر عهده داشت. در وصیت‌نامه یانگ که در سال ۱۸۳۴ نوشته شده، او زمین‌های خود را به صورت مساوی میان فرزندان خود و فرزندان دیویس تقسیم کرده بود.

## مرگ
زمانی که کائوموآلی پذیرفت تا کائوآیی را به کامهامها واگذار کند و یک حاکم دست نشانده باشد، فرمانداران خشمگین شدند. زمانی که پادشاه کائوایان در اوآهو به سر می‌برد، نقشه‌ای برای قتل طراحی کرد. کالایکوآهولو با رایزنی سایر فرماندهان، به آنها کمک کرد تا کامهامها را از قتل کائوموالی منصرف کنند. با این حال سایر فرماندهان به شکل پنهانی در حال نقشه کشیدن برای مسموم کردن حاکم کوآیی بودند. آیزاک دیویس که از این نقشه باخبر شده بود، در این مورد به کائوموالی هشدار داد. کائوموالی که دیگر از رفتن به جشنی که به افتخار او تدارک دیده بودند، منصرف شد، به شکلی پنهانی از طریق دریا به سمت کائوآیی حرکت کرد. سمی که احتمالاً قرار بود در غذای کائوموالی ریخته شود، به ایزاک دیویس خورانده می‌شود. دیویس به شکلی ناگهانی در آوریل ۱۸۱۰ از دنیا می‌رود. پیکر او در هونولولو، در «آرامگاه غیر بومیان» دفن شده‌است.
آیزاک دیویس یکی از مشاوران و دوستان نزدیک کامهامها بود. مرگ او ضربه روحی بدی به کامهامها وارد کرد و همین موضوع باعث شد تا روابط پیش از این آرام او با پادشاه کائوآیی بسیار تیره و تار شود.
جان دیویس، برادرزاده دیویس در سال ۱۸۱۰ به هاوایی رفت تا بتواند عمویش را پیدا کند. جان در همان‌جا ساکن شد و با یک زن اشراف‌زاده اهل هاوایی به نام کائووی کانوا آکاکا واله نو هاله‌آکالا کوآوه ککینی اوکولاو (دختر فرمانده کائوکاموآ و همسرش ناهولانویی) ازدواج کرد. آنها فرزندی به نام چارلز کاکاپوآایناهولو دیویس داشتند که با هانا کولولویا دیویس (ندیمه کوپاکا ۱۸۲۶ – ۱۹۳۶) ازدواج کرد و فرزندی به نام تامر کئوپوآلانی دیویس را در سال ۱۸۵۶ به دنیا آوردند. جان و «کوآوی» همچنین دختری به نام الیزا دیویس (۱۸۲۱–۱۹۱۲) داشتند که با ویلیام جانسون (۱۸۶۳ - ؟) ازدواج کرد و دو دختر به نام‌های هانا (۱۹۳۸–۱۸۵۵) و مری به دنیا آوردند. الیزا بعدها با ویلیام روی (۱۹۰۵ - ؟) ازدواج کرد. هانا جانسون با پسر یک مبلغ مذهبی به نام جان دیویس پاریس (۱۸۰۹ – ۱۸۹۲) و مری هم با ویلیام هربرت شیپمن (۱۸۵۴–۱۹۴۳) تاجر اهل هیلو، ازدواج کرد.